# Henry Howard, 6. hrabě ze Suffolku

Erb hrabat ze Suffolku

Henry Howard, 6. hrabě ze Suffolku, 1. hrabě z Bindonu (Henry Howard, 6th Earl of Suffolk, 1st Earl of Bindon, 1st Baron Chesterford) (1670 – 19. září 1718) byl anglický a britský státník ze šlechtického rodu Howardů. Měl významný podíl na sjednání unie mezi Anglií a Skotskem a s titulem hraběte z Bindonu vstoupil do Sněmovny lordů (1706). Až později převzal dědičný titul hraběte ze Suffolku (1709) a po nástupu Jiřího I. zastával funkci ministra obchodu (1715–1718).

## Kariéra
Byl nejstarším synem 5. hraběte ze Suffolku. Studoval v Cambridge, v letech 1694–1698 a 1705–1706 byl členem Dolní sněmovny za stranu whigů. Od mládí zastával nižší funkce ve státní správě, v letech 1706–1718 byl zástupcem nejvyššího maršálka království. Měl významný podíl na sjednání anglicko–skotské unie a v roce 1706 byl povýšen na hraběte z Bindonu (do té doby jako otcův dědic vystupoval pod jménem lord Howard de Walden). Od roku 1708 byl členem Tajné rady, titul hraběte ze Suffolku zdědil po otci r. 1709. Po nastolení hannoverské dynastie získal úřad lorda–místodržitele v hrabství Essex (1714–1718) a v letech 1715–1718 byl ministrem obchodu (respektive prezidentem úřadu pro obchod). Na tuto funkci rezignoval ze zdravotních důvodů v lednu 1718 a zemřel krátce poté.
Jeho první manželkou byla Auberie O´Brien (1672–1703), dcera irského šlechtice 6. hraběte z Thomondu, podruhé se oženil s Henriettou Somerset (1669–1715), dcerou 1. vévody z Beaufortu a zároveň švagrovou Henryho první manželky. Dědicem titulů byl syn Charles William Howard (1693–1721), který zemřel bezdětný a jeho smrtí zanikl titul hraběte z Bindonu, na jeho strýce pak přešel jen titul hrabat ze Suffolku.